# Menina Solta
"Menina Solta" (estilizada em letras minúsculas como "menina solta") é uma canção da cantora brasileira Giulia Be, contida no seu EP de estreia, Solta (2020). Foi lançada como primeiro single do EP em 23 de agosto de 2019, através da Warner Music Brasil. A música, foi escrita pela própria cantora e produzida pelo produtor Paul Ralphes. A música também recebeu um videoclipe, publicado conjuntamente com o single.
Foi incluída na trilha sonora da novela Amor sem Igual, da RecordTV, como um dos temas da protagonista.

## Antecedentes
Diferente de seu primeiro single "Too Bad", "Menina Solta" traz uma proposta mais autoral de Giulia Be. “'Menina Solta' foi escrita meio sem querer, na brincadeira, em um final de semana na praia com amigos. Comecei a escrever uma música contando a história de uma amiga, e a letra acabou ficando na cabeça de todo mundo! Na mesma noite, até pessoas que ainda não eram meus amigos já estavam cantando o refrão, e foi aí que eu resolvi postar um trecho acústico no meu Instagram. Eu recebi muitos comentários de pessoas pedindo para eu gravar”, contou à revista Quem.

## Composição
"Menina Solta" é descrita como uma canção pop. Em entrevista ao jornal Extra, Giulia Be disse que apesar da música "da garota da Barra e do garoto de Ipanema" ser uma história real, ela não é protagonista da trama e que letra é sobre um romance de uma amiga.

Cena do videoclipe "Chiquita Suelta"

### Chiquita Suelta
Em 27 de fevereiro de 2020, Giulia Be lançou uma versão em língua espanhola de "Menina Solta", intitulada "Chiquita Suelta". A música ainda possui o clima tropical da versão em português e sofreu apenas pequenas alterações para adaptar a tradução. A versão fez sucesso em países latino-americanos e chegou a ocupar a 23º posição da parada Mexico Español Airplay da Billboard.

## Faixas e formatos
A versão digital de "Menina Solta" contém apenas uma faixa com duração de dois minutos e trinta segundos.
- Download digital[10]

1. "Menina Solta" — 2:30

## Ficha técnica
Créditos adaptados do Tidal.
- Giulia Be – vocais, composição
- Dalto Max – arranjo, teclado, graves
- Paul Ralphes – produção, arranjo, teclado, percussão
- Luiz Felipe Bade – violão